# DJMAX TECHNIKA 3
《DJMAX Technika 旋风 3》是由Pentavision研发并销售的街机平台音乐游戏。此游戏是DJ Max Technika系列的第三作。

## 游戏介绍

### 与前作相比的变动
- 取消了前作的Duo Mixing模式。
- 各曲目的难度标识最大值由10级变为12级。
- 增加了新的Extra Pattern难度，本难度在游戏与白金会员官方网站中以紫色表示。

### 游戏模式
- Star Mixing：与《Technika 2》相同，本模式有3行音轨，音符相比与其他模式更大，适合初学者与新玩家游戏。Star Mixing曲目谱面孤立于其他模式，每首歌只有Normal难度。一次游玩允许玩家选择三首歌。
- Pop Mixing：与《Technika 2》相同，本模式的音轨为4行，一次游玩允许玩家选择三首歌。
- Club Mixing：与《Technika 2》相同，一次游玩允许玩家选择四首歌。玩家可选择一组曲目，在一组曲目中的六首歌挑选三首进行游玩。第一首曲目完成后能量条扣减不得多于四分之一，以此类推，第二首不得多于一半，第三首不得多于四分之三。当三首曲目完成后，将会出现第四首曲目（出现的曲目由前三首曲目的选择而定）。玩家也可选择Nonstop曲目，与组曲不同，Nonstop的曲目与普通曲目相比较长，且一次游玩只可选择一首。
- Crew Race：本模式加入战队方可使用。与《Technika 2》相同，玩家可以以自己的Pop Mixing成绩为基础上传组曲。玩家可挑战各战队的自订组曲并进行分数对战。本模式不可以使用Fever系统，与此相同，当玩家上传组曲时Fever系统补正的分数不计入组曲成绩中。
- Crew Challenge： 本模式有三个分支。

1. Challenge Mission：以不同要求挑战曲目完成任务的模式。各个任务完成后均有相应奖励。
2. Crew Mission：本模式加入战队方可使用。与Challenge Mission类似，且需要战队通力合作。模式下有多种难度的任务，并且每周更新一次。若一周内战队中所有难度的任务完成（需达到任务完成指定人数），将会获得相应的奖励。
3. Special Mission：与Challenge Mission类似，包含时期性特别任务。

玩家可以通过《DJmax Technika 3》的数据记录卡保存成绩、等级，同时可获得MAX Point，以此购买新的歌曲，头像，音符皮肤与DJ称号装饰。